# Bakody Árpád
Bakody Árpád (Budapest, 1858. november 13. – Budapest, 1887. szeptember 1.) magyar orvos.

## Élete
Bakody Tivadar fia és Bakody József unokája. Tanulmányait Budapesten végezte, és haláláig itt dolgozott. A párizsi, londoni és edinburghi egyetemekről írt értekezései megjelentek a Gyógyászatban (1884-86.)

## Munkája
- A tudomány szabadsága a modern államban. Virchow Rudolf beszéde. Budapest, 1878.